# Infraroodlassen
Infraroodlassen is een lasprocedé waarbij de te lassen materialen worden verhit met infraroodstraling. Deze methode is in gebruik sinds de jaren 1960.

## Kenmerken
Deze lastechniek wordt toegepast bij thermoplastische kunststoffen. Deze worden verhit door middel van infraroodstraling en vervolgens tegen elkaar gedrukt. Meestal wordt hierbij straling gebruikt uit het nabije infrarood (500-3000 nm).

## Proces
Voorwerpen die gelast moeten worden, worden met een bundel infraroodlicht verhit tot de lastemperatuur: de temperatuur waarop het materiaal net niet smelt. De straling kan worden veroorzaakt door een hete metaalstrip maar ook door een gloeidraad in een infraroodlamp. Desgewenst kan de straling ook worden aangevoerd via een glasvezelkabel.
Als de gewenste temperatuur bereikt is, worden de delen mechanisch tegen elkaar aan gedrukt.
Een speciale variant van infraroodlassen is die waarbij een transparante kunststof wordt verlast met een niet-transparante kunststof. De infraroodstraling schijnt door het transparante materiaal heen en verwarmt dan exact het contactvlak. Verwarmen kan dan dus gebeuren terwijl de oppervlakken al tegen elkaar gedrukt zijn, wat de verwerkingssnelheid verhoogt.

## Toepassingen
Materialen die op deze manier gelast kunnen worden zijn talrijk. Veel voorkomende geschikte kunststoffen zijn:
- Polyetheen
- Polypropeen
- Polyvinylchloride
- Polyvinylideenfluoride
- Polytetrafluoretheen (Teflon)

Een groot aantal voorwerpen kan met deze methode gelast worden: pijp, plaat, allerlei speciale vormen zoals kunststof raamkozijnen of dashboards van auto's. Doordat het eenvoudig is om grote oppervlakken (gelijkmatig) te verhitten, is deze methode ook zeer bruikbaar voor het lassen van dunne lagen kunststof op een ondergrond.
Het is met deze methode goed mogelijk om ongelijke materialen te lassen.

## Voor- en nadelen

### Voordelen
- Nauwkeurig te begrenzen lasnaad.
- Stof- en rookvrij, geschikt in zeer schone ruimten.
- Contactvrije verwarming, vrij van contaminatie (van belang bij voedings- en geneesmiddelen)
- Opwarming gebeurt ongeveer tweemaal zo snel als met contactverwarming.
- In vergelijking met contactverwarming is er bij infraroodlassen niet het risico dat het werkstuk aan het verwarmingselement blijft kleven.
- Tijdens opwarmen wordt er geen mechanische kracht uitgeoefend, waardoor de te lassen materialen niet onder spanning komen te staan.
- Lage onderhoudskosten van apparatuur.
- Het is goed mogelijk om ongelijke materialen te lassen.

### Nadelen
- Vergeleken met ultrasoon lassen en inductielassen is het een langzaam proces, omdat er tijd nodig is voor opwarmen, aandrukken en afkoelen.